# Lê Chưởng
Lê Chưởng (1914 – 25 tháng 10 năm 1973), bí danh Trường Sinh, là một tướng lĩnh Quân đội nhân dân Việt Nam. Ông từng là Bí thư Xứ ủy Trung kỳ, Thứ trưởng Bộ Giáo dục, Chính ủy kiêm phó Bí thư Quân khu Trị Thiên, Thường vụ kiêm Chính ủy Liên khu IV.

## Tiểu sử
Lê Chưởng sinh năm 1914, quê ở thôn Long Quang, xã Triệu Trach, huyện Triệu Phong, tỉnh Quảng Trị. Ông được thụ phong quân hàm Thiếu tướng năm 1959.
- Năm 1931, ông gia nhập Đảng Cộng sản Đông Dương khi mới 17 tuổi.
- Năm 1941-1942, ông làm Bí thư Xứ ủy Trung kỳ theo chỉ thị của Trung ương Đảng
- Năm 1940-1945, ông bị thực dân Pháp bắt giam 4 lần, có lần bị kết án 20 năm tù và đày đi Buôn Mê Thuột.
- Tháng 3 năm 1945, ông được trả tự do, về xây dựng cơ sở cách mạng và lãnh đạo giành chính quyền ở tỉnh Ninh Thuận.
- Tháng 10 năm 1945, ông làm Chủ nhiệm Việt Minh Thuận Hóa, Bí thư Thị ủy, chủ bút báo "Quyết thắng" của Việt Minh Trung Bộ.
- Năm 1947-1948, ông nhập ngũ, làm Chính ủy: Mặt trận Đường 9, Trung đoàn 95; sau đó tham gia Khu ủy Khu IV trực tiếp làm Bí thư tỉnh ủy Quảng Trị.
- Năm 1949, ông làm Chính ủy, Thường vụ Liên khu ủy Liên khu IV.
- tháng 5/1950 ông làm Chính trị ủy viên Bộ Tư lệnh Bộ đội địa phương Liên khu 4 (Tư lệnh là Trần Sâm).
- Năm 1951, ông làm Chính ủy Đại đoàn 304.
- Năm 1955, ông làm Cục trưởng Cục Tuyên huấn trực thuộc Tổng cục Chính trị.
- Năm 1959-1961, ông làm Chính ủy: Đoàn 959.
- Năm 1961-1966, ông làm Chính ủy Học viện Chính trị (Học viện Quân chính).
- Năm 1966-1971, ông làm Chính ủy, Phó Bí thư Quân khu ủy Quân khu Trị Thiên.
- Năm 1971, ông chuyển ngành làm Thứ trưởng Bộ Giáo dục.
- Ông mất ngày 25-10-1973 tại huyện Cẩm Xuyên, Hà Tĩnh do tai nạn trên đường đi công tác.[1]

Ông là đại biểu Quốc hội Việt Nam khóa III.
Ông được Nhà nước Việt Nam tặng thưởng: Huân chương Sao Vàng, Huân chương Hồ Chí Minh, Huân chương Chiến công hạng nhất, Huân chương Chiến thắng hạng nhất và nhiều huân, huy chương khác.

## Lịch sử thụ phong quân hàm
| Quân hàm |             |  |  |  |  |  |  |  |  |  |  |
| Cấp bậc  | Thiếu tướng |  |  |  |  |  |  |  |  |  |  |
|          |             |  |  |  |  |  |  |  |  |  |  |

## Gia đình
Vợ của ông là bà Lê Diệu Muội, cán bộ lão thành cách mạng, nguyên Thứ trưởng Bộ Nội thương (từ 1967). Bà là con gái của ông Lê Thế Tiết, Bí thư tỉnh ủy Quảng Trị đầu tiên.